# Der blinde Geronimo und sein Bruder
Der blinde Geronimo und sein Bruder ist eine Erzählung von Arthur Schnitzler, die ab dem 22. Dezember 1900 in Fortsetzungen in der Wiener Wochenschrift Die Zeit erschien. Darin thematisiert wird Bruderliebe und die Schwierigkeit, jemandem zu Vertrauen.

## Entstehung
Schnitzler schrieb diese psychologische Novelle zwischen dem 19. und 27. Oktober 1900. Als Schreibimpuls lässt sich die Begegnung mit einem blinden  Sänger bestimmen, dem er und Paul Goldmann im Sommer 1900 in Bormio begegnet waren. Goldmann inspirierte der Anblick des Sängers zu einem Gedicht, das er Schnitzler in einem Brief übermittelte. Nach der Lektüre des Erstdrucks der Erzählung kommentierte Goldmann: „Weniger gefallen hat mir der ›Blinde Hieronymo‹! Die Geschichte ist geistvoll ausgedacht, bleibt aber weit zurück hinter der wilden Tragik des Originals.“

## Inhalt
Als Kind hatte Carlo beim Spielen mit dem Blasrohr die Erblindung seines fünf Jahre jüngeren Bruders Geronimo verschuldet. Nun ziehen beide schon seit zwanzig Jahren als Bettler durch Oberitalien. Geronimo singt und Carlo hält den Hut auf. Geronimos lange gehegtes Misstrauen gegen den Bruder tritt zu Tage, als ein fremder Reisender vorgibt, er habe ein 20-Franken-Stück in den Hut geworfen. Dabei war es nur ein 1-Franken-Stück gewesen. Geronimo lässt sich nicht von der Wahrheit überzeugen. Carlo will deshalb Geronimo verlassen, kommt jedoch zu der Überzeugung, er hat ja nur den einen Bruder und niemand sonst. Also stiehlt Carlo eine 20-Franken-Münze für den Bruder. Als die Bettler für den Diebstahl verhaftet werden, erkennt Geronimo, dass er Carlo zwanzig Jahre zu Unrecht misstraut hat. Er versöhnt sich mit ihm.

## Rezeption
- Nach Perlmann bringt der durchreisende Fremde, der genauso rasch aus der Geschichte verschwindet, wie er darin urplötzlich aufgetaucht ist, den Stein mit seiner knappen Flüsterrede ins Rollen.[6]
- Auch Sprengel geht von dem auslösenden Impuls aus – der Lüge des Fremdlings.[7]
- In dieser kurzen Kriminalgeschichte erscheint ein Verbrechen als Liebesbeweis.[8]
- Le Rider[9] weist auf autobiographische Elemente hin, gemeint ist das gespannte Verhältnis zum Bruder Julius.

## Verfilmung
- „Die Münze“. Teheran 1977, Regie: Nehmat Hagigi

## Hörspiele
Einträge 19 und 20 in Hörspiele (Memento vom 5. Dezember 2008 im Internet Archive)
- „Der blinde Geronimo und sein Bruder“. Erstsendung 8. August 1950, Radio Bremen. Regie: Günter Siebert. Stimmen Hans Karl Friedrich, Wolfgang Engels, Kurt Strehlen, Gillis van Rappard, Gisela Matthew, Rüdiger Schuster, Georg von Gilsa
- „Der blinde Geronimo“. Erstsendung 16. Dezember 1953, ORF-Landesstudio Vorarlberg
- 1966 produzierte das ORF-Landesstudio Oberösterreich das Hörspiel Die Bettler von Florian Kalbeck, bei dem "Der blinde Geronimo und sein Bruder als Vorlage diente. Die Bearbeitung stammte von Hans Krendlesberger. Die Regie führte Ferry Bauer: Die Erstsendung mit einer Abspieldauer von 73:15 Minuten fand am 1. November 1966 statt.

Es sprachen u. a. Romuald Pekny (Der Erzähler), Ernst Ernsthoff (Carlo), Walter Pfeil (Geronimo), Ilse Lafka (Marie), Elfe Gerhart (Die Dame) und Willy Pokorny (Der Herr)

## Ausgaben

### Erstdruck
- Die Zeit, Nr. 325, 22. 12. 1900; Nr. 326, 29. 12. 1900; Nr. 327, 5. 1. 1901; Nr. 328, 12. 1. 1901.

### Erstausgabe
- Der blinde Geronimo und sein Bruder. In: Die griechische Tänzerin und andere Novellen. Wiener Verlag, Wien 1905. (mit Excentrik und Andreas Thameyers letzter Brief)

### Weitere
- Arthur Schnitzler: Der blinde Geronimo und sein Bruder. S. 419–443 in Heinz Ludwig Arnold (Hrsg.): Arthur Schnitzler: Leutnant Gustl. Erzählungen 1892–1907. Nachwort Michael Scheffel. S. Fischer, Frankfurt am Main 1961 u.ö. ISBN 3-10-073552-8. (Quelle)
- Victor Polzer, Hg.: Die Welt in Novellen. Eine Auswahl für die Jugend. Herz, Wien 1925, S. 19–60

## Sekundärliteratur
- Michaela L. Perlmann: Arthur Schnitzler. Sammlung Metzler, 239. Stuttgart 1987, ISBN 3-476-10239-4
- Peter Sprengel: Geschichte der deutschsprachigen Literatur 1900–1918. München 2004 ISBN 3-406-52178-9
- Giuseppe Farese: Arthur Schnitzler. Ein Leben in Wien 1862–1931. Übers. Karin Krieger. C. H. Beck, München 1999, ISBN 3-406-45292-2 (Original: Arthur Schnitzler. Una vita a Vienna 1862–1931. Mondadori, Mailand 1997)
- Jacques Le Rider: Arthur Schnitzler oder Die Wiener Belle Époque. Übers. Christian Winterhalter. Passagen Verlag, Wien 2007 ISBN 978-3-85165-767-8